# Tomahawk

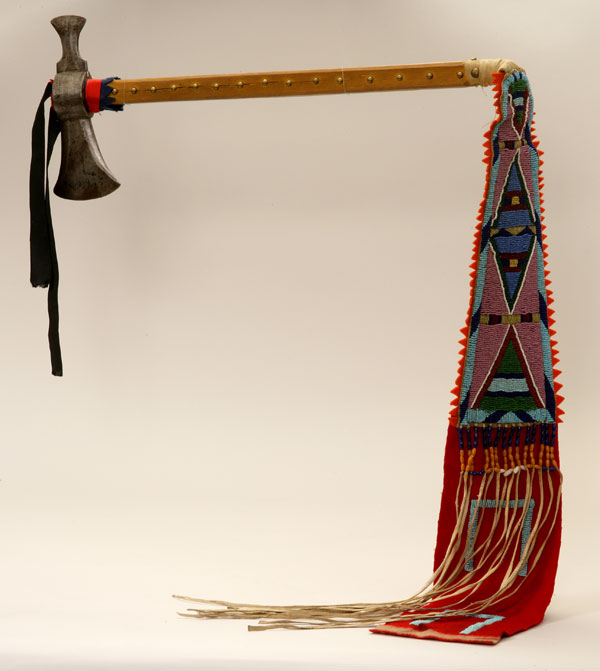
Tomahawk plemienia Nez Percé

Tomahawk – rodzaj siekierki bojowej z drobnym obuchem i długim drzewcem. Najczęściej był obosieczny, czasami jedna strona ostrzona w szpic. Używany przez Indian północnoamerykańskich jako broń obuchowo-sieczna lub broń miotana. Pierwotnie miał kamienny toporek, później, po przybyciu Europejczyków, stosowano żelazo.
Słowo zapożyczone od Indian używających języków algonkiańskich weszło do języka angielskiego w XVII w.
Czasami używano tomahawków krótkich, z jednym szpicem. Służyły one do rzucania (miotania).